# Petrus de Dacia
Petrus de Dacia, (latin, "Peter från Danmark", syftande på Dacia (nordisk provins)) född på 1230-talet på Gotland, död 1289 i Visby, var en katolsk dominikanmunk som brukar räknas som Sveriges förste författare, även om han i själva verket skrev på latin och inte svenska.

## Biografi
Petrus de Dacia föddes på 1230-talet på Gotland som son till en bonde.
Petrus de Dacia upptogs i slutet av 1250-talet som munk i dominikankonventet i Visby. Han var liksom de flesta andra nordiska dominikaner av inhemsk börd. Efter en längre utlandsvistelse 1266–1270, bland annat i Århus, Köln och Paris, där han studerade i dominikanernas skolor reste han tillbaka till Sverige och blev i februari 1271 lektor vid den dominikanska akademin i Skänninge.
Petrus var nu omkring trettiofem år och välutbildad för sin tid. I Paris hade bland andra Thomas av Aquino varit hans lärare. I Skänninge stannade han i sju år. Tillsammans med en grupp rika och fromma kvinnor öppnade han ett av landets två kvinnliga dominikankonvent, S:ta Ingrids systrakonvent, i Skänninge (Det andra fanns i Kalmar). Han kom att lämna Skänninge för att efter en tid i Mälardalen slutligen återvända till Gotland där han först blev lektor och sedan prior i sin barndoms konvent.
Under sin utlandsvistelse hade Petrus kommit i kontakt med flera stora personligheter. En av dem var en religiös kvinna från bondbyn Stommeln på landsbygden utanför Köln som han brevväxlade med. Kvinnan är idag känd som Kristina av Stommeln. Hon var uppfylld av en extatisk fromhet och var full av andliga uppenbarelser, som bland annat yttrade sig i psykiska och fysiska reaktioner såsom stigmatisering . Petrus fascinerades av henne ända ned i hjärteroten. I brev mellan dessa som har bevarats till vår tid har deras liv framträtt. Breven ingår i en biografi om Kristina av Stommeln, skriven av Petrus. Den berättar inte bara om Kristina utan också om författaren själv. I Om den saliga jungfrun Kristina av stommeln, skrev han om Kristinas religiösa uppenbarelser. Hon ansåg sig stå i direkt kontakt med Jesus, vilket bland annat bevisades genom hennes stigmata, det vill säga att hon fick sår i händerna och på kroppen som liknade dem som Jesus fick när han korsfästes.

## Eftermäle
Till Petrus och Kristinas minne uppfördes under ett sextiotal år ruinspelet och operan Petrus de Dacia i Visby. Operan skrevs av tonsättaren Friedrich Mehler med libretto av Josef Lundahl.

## Latinets betydelse i Sverige
Petrus de Dacia hör till den generation som framträdde samtidigt som genombrottet kom för den latinska litteraturens utveckling i Sverige. Petrus skrev på latin en biografi om Kristina av Stommeln: Vita Christinae Stumbelensis. Dessutom utväxlade de båda ett fyrtiotal brev, alla skrivna på latin. Korrespondensen utväxlades med hjälp av prästen i Stommeln eftersom Kristina inte kunde latin. Dessa brevtexter utgör tillsammans en viktig milstolpe i det latinska språkets historia i Sverige. Här har nämligen latinet för första gången i landets historia använts för att litterärt gestalta mänskliga erfarenheter av komplicerad natur. 

## Arbeten om och av Petrus de Dacia (i urval)
- Nordin, Torgny; Petrus de Dacia. s. 39–51. Ur:Osvalds Erik, red (1997). Medeltid. Lund: Historiska media. Libris 7776543. ISBN 91-88930-05-X (inb.)
- Ochsner, Friedrich; Petrus de Dacia, vänskapens mystiker, Visby 1969.
- Schück, Henrik; Vår förste författare. En själshistoria från medeltiden. Stockholm 1916.
- Petrus de Dacia; De Gratia Naturam Ditante sive de Virtibus Christinae Stumbelensis. Edition critique avec une introduction par Monika Asztalos. Stockholm 1982.
- Petri de Dacia; Vita Christinae Stumbelensis – Ed: J. Paulson, Fasc. II, Gotoburgi, 1896 (=Scriptores Latini medii aevi Suecani I).
- Petrus de Dacia; Om den saliga jungfrun Kristina av Stommeln – Översättning och förord av Tryggve Lundén, Stockholm, 1950 (finns i fulltext hos Litteraturbanken)